# Мангилёв, Пётр Иванович
Пётр Иванович Мангилёв (11 июня 1966, село Тюльгаш, Нижнесергинский район, Свердловская область) — российский историк, священник Русской православной церкви, кандидат исторических наук (2008), научный сотрудник ЛАИ, доцент кафедры истории России ИГНИ УрФУ. Основная проблематика исследований — история Русской православной церкви, история старообрядчества, история древнерусской рукописной книги и книжной культуры, археография.

## Биография
В 1973—1981 годах обучался в восьмилетней школе села Тюльгаш, в 1981—1983 годах — в десятилетней школе посёлка Красноармеец Свердловской области. В 1983 году поступил на исторический факультет Уральского государственного университета. В 1984—1986 годах служил в рядах Советской армии. В 1986 году продолжил обучение на историческом факультете Уральского государственного университета, который и закончил в 1990 году по специальности «история».
В 1989 году поступил на должность старшего лаборанта в лабораторию археографических исследований исторического факультета Уральского государственного университета. С июня 1990 по декабрь 1991 года — младший научный сотрудник данной лаборатории. С 1 января 1992 года — ассистент кафедры истории России исторического факультета Уральского государственного университета (в настоящее время Уральский федеральный университет).
30 декабря 1990 года архиепископом Свердловским и Курганским Мелхиседеком (Лебедевым) был рукоположён в сан диакона, а 31 декабря — в сан священника и определён настоятелем Воскресенской церкви посёлка Верх-Нейвинского Невьянского района Свердловской области. С 1993 по 1994 год — благочинный церквей Невьянского округа Екатеринбургской епархии.
В октябре 1994 года начал преподавать в Екатеринбургском духовном училище. С 28 ноября 1994 по 10 апреля 1995 года — клирик Крестовоздвиженской церкви города Екатеринбурга. С 10 апреля 1995 по 3 июля 1995 года — клирик церкви Рождества Христова Екатеринбурга.
3 июля 1995 года назначен проректором по учебной работе Екатеринбургского православного духовного училища и настоятелем храма святых равноапостольных Кирилла и Мефодия Екатеринбурга. Сохранил эти должности после преобразования духовного училища в семинарию в 2001 года.
С 1998 по 1999 год — настоятель Вознесенского архиерейского подворья города Екатеринбурга. В 2000 году был возведён в сан протоиерея.
В 2003 году окончил Православный Свято-Тихоновский богословский институт по специальности «религиоведение».
В 2008 году защитил диссертацию на соискание учёной степени кандидата исторических наук по специальности 07.00.02 (история) по теме «Старообрядчество и крестьянская книжность Южного Урала и Зауралья в XVIII — начале XX вв».
В 2014 года совместно с коллективом авторов (Е. К. Созина, О. В. Зырянов, П. И. Мангилев, Е. Е. Приказчикова, Л. С. Соболева) удостоен Бажовской премии за первый том фундаментального труда «История литературы Урала. Конец XIV—XVIII в.», выпущенный в 2012 году.
В 2018 году назначен на должность проректора по научной работе с оставлением должности проректора по учебной работе. 16 августа 2018 года освобождён от должности проректора по учебной работе Екатеринбургской духовной семинарии с оставлением в должности проректора по научной работе.
13 апреля 2020 года к празднику Святой Пасхи удостоен патриаршей богослужебно-иерархической награды — права служения Божественной литургии с отверстыми Царскими вратами по «Иже Херувимы…».